# 近掌脉鼠尾草
近掌脉鼠尾草（学名：Salvia subpalmatinervis）为唇形科鼠尾草属的植物，为中国的特有植物。分布于中国大陆的云南等地，生长于海拔3,450米至4,000米的地区，多生长于灌丛中、针叶林下和山坡草地，目前已由人工引种栽培。